# Municipio de Oakland (condado de Butler)
El municipio de Oakland (en inglés: Oakland Township) es un municipio ubicado en el condado de Butler en el estado estadounidense de Pensilvania. En el año 2000 tenía una población de 3.074 habitantes y una densidad poblacional de 51.8 personas por km².

## Geografía
El municipio de Oakland se encuentra ubicado en las coordenadas 40°54′55″N 79°49′42″O / 40.91528, -79.82833.

## Demografía
Según la Oficina del Censo en 2000 los ingresos medios por hogar en la localidad eran de $41,025 y los ingresos medios por familia eran $49,395. Los hombres tenían unos ingresos medios de $32,285 frente a los $22,854 para las mujeres. La renta per cápita para la localidad era de $17,313. Alrededor del 6,0% de la población estaban por debajo del umbral de pobreza.